# Borówka (sielsowiet Budsław)
Borówka – dawna wieś, zaścianek i koszarka kolejowa. Tereny na których była położona, leżą obecnie na Białorusi, w obwodzie mińskim, w rejonie miadzielskim, w sielsowiecie Budsław.

## Historia
W czasach zaborów w granicach Imperium Rosyjskiego.
W latach 1921–1945 wieś, zaścianek i koszarka kolejowa leżała w Polsce, w województwie nowogródzkim (od 1926 w województwie wileńskim), w powiecie duniłowickim (od 1926 w powiecie wilejskim), w gminie Budsław.
Według Powszechnego Spisu Ludności z 1921 roku zamieszkiwało wieś 18 osób, 11 było wyznania rzymskokatolickiego a 7 prawosławnego. Jednocześnie 2 mieszkańców zadeklarowało polską przynależność narodową a 16 białoruską. Były tu 4 budynki mieszkalne. Wykaz z 1938 wymienia wieś, zaścianek i koszarkę kolejową. W 1931 wieś liczyła 23 mieszkańców w 4 domach, zaścianek 8 mieszkańców w jednym domu, a koszarka kolejowa 4 mieszkańców również w jednym domu.
Miejscowość należała do parafii rzymskokatolickiej w Budsławiu i prawosławnej w Krzywiczach. Podlegała pod Sąd Grodzki w Krzywiczach i Okręgowy w Wilnie; właściwy urząd pocztowy mieścił się w Budsławiu.